# 秋山正幸
秋山 正幸（あきやま まさゆき、1930年2月5日- ）は、日本の英文学・比較文学者、日本大学名誉教授。
栃木県出身。1946年栃木県立石橋中学校卒業。1952年日本大学文学部英文学科卒業。1964-1965年ミシガン州立大学およびオレゴン大学大学院に留学。日本大学文理学部助教授、文理学部教授、国際関係学部教授、大学院国際関係研究科教授、国際関係学部長、大学院国際関係研究科長、日本大学副総長を経て、2001年定年退任、日本大学名誉教授、日本大学陸上競技部前部長。1999年「ヘンリー・ジェイムズの国際小説研究 -異文化の遭遇と相剋」で博士（国際関係）。2009年春、瑞宝中綬章受勲。

## 著書
- 『アメリカの生活と行事』千城出版、1968
- 『ヘンリー・ジェイムズ作品研究』南雲堂、1981
- A comparative study of Henry James and major Japanese writers. 南雲堂,1991
- 『ヘンリー・ジェイムズの国際小説研究 異文化の遭遇と相剋』南雲堂、1993
- 『ヘンリー・ジェイムズの世界 アメリカ・ヨーロッパ・東洋』南雲堂、1996
- 『矢よ優しく飛べ』南雲堂、2007（小説）
- 『旅人の和 帰れ、大谷へ』アイシーメディックス、2009
- 『箱根駅伝物語 ラストスパートをかけよ!』図書新聞、2011
- 『遠い青春、遠い愛』図書新聞　2014
- 『彼らが若かった頃 姉と弟の物語』図書新聞　2016

### 共編著
- 『北米英会話旅行』ドナルド・オロールク共著 南雲堂、1968
- 『比較文学の地平 東西の接触』佐藤三武朗、藤沢全、梅本順子、小田切文洋、佐藤マサ子、高橋公雄、松岡直美、宗方賢二共著、時潮社、2000
- 『知の新視界 脱領域的アプローチ』編著 南雲堂、2003
- 『比較文学の世界』榎本義子共編著 南雲堂、2005

### 翻訳
- アルフレッド・オーエン・オールドリッジ『比較文学-日本と西洋』編訳 南雲堂、1979
- オールドリッジ『日本と西洋の小説』編訳 南雲堂、1985